# Sahdona
Sahdona (Halmon, ca. 600 – Edessa, ca. 650) è stato un religioso e scrittore siro.
Conosciuto anche con il nome di ellenizzato di Martyrios, o quello latinizzato di Martyrius, in quanto "Sahda" significa "Martire" in siriaco. Monaco e vescovo della Chiesa d'Oriente, scrittore religioso di lingua siriaca, visse agli inizi del VII secolo. 

## Biografia
Nacque poco prima dell'anno 600 nella località di Halmon nel "Beth Nuhadra", a nord di Mosul, ed entro verso il 615/620 nel monastero di Beth 'Abhé, 80 chilometri a nord-est di Mosul. Nel 630 fece parte della delegazione cristiana, diretta dal catholicos Ishoʿyahb II, inviato dalla regina Boran vicina all'imperatore bizantino Eraclio I; l'incontro ebbe luogo ad Aleppo e fu occasione d un confronto tra teologi della Chiesa bizantina e della Chiesa d'Oriente. Verso il 635/640 Sahdona fu consacrato vescovo di Mahoze d'Arewan nella provincia ecclesiastica di Kirkuk (Beth Garmai). Ma dopo poco, verso il 642/643 fu deposto ed esiliato dal suo seggio, accusato di difendere una teologia incompatibile con il nestorianesimo. Si rifugiò prima da Ciriaco, metropolita di Nisibi, favorevole ad un riavvicinamento con la Chiesa bizantina, e poté essere riammesso al suo precedente incarico grazie all'azione dei suoi sostenitori; ma venne definitivamente condannato da un sinodo nel 647 e scomunicato dal patriarca Ishoʿyahb III nel 649. Quindi cambiò Chiesa, e fu nominato vescovo della Chiesa ortodossa di Edessa. Non mantenne il posto per molto, in quanto fu presto deposto per eterodossia; dunque non trovò una collocazione né nella Chiesa d'oriente né in quella bizantina. Morì poco dopo il 650, probabilmente dopo essere diventato eremita nella zona di Edessa.

## Opere
Sahdona fu l'autore di una lunga opera sulla spiritualità cristiana, divisa in due parti, intitolata Libro della Perfezione. La prima parte comprendeva in origine ventidue capitoli, ma i primi sedici vennero strappati a causa dell'eresia dell'autore, per cui ne sono rimasti soltanto sei. La seconda parte comprende quattordici capitoli. 
Conserviamo dello scrittore anche cinque lettere indirizzate a monaci; ed una raccolta di massime ascetiche.
"È poco incentrato sulla teologia mistica speculativa [...] e ci porta, in un linguaggio molto bello e coinvolgente, l'espressione equilibrata di una esperienza spirituale, senza dubbio, molto profonda" (Robert Beulay). Il Libro della Perfezione "è notevole per la freschezza del suo approccio e per il suo orientamento fortemente biblico, [...] per l'accento messo sul cuore come punto centrale della persona interiore, piuttosto che sullo spirito, come se questa diventasse la norma sotto l'influenza delle tradizioni di Evagrio Pontico e dello Pseudo-Dionigi l'Areopagita" (Sebastian Brock). 
La quinta lettera è la risposta a un monaco che si era lamentato che il Libro della Perfezione non contenesse direttive sulle tappe più avanzate della contemplazione. Sahdona diede qualche indicazione, ma si mostrò reticente a cimentarsi su questo terreno.

## Edizioni moderne
- (IT)  Martyrius Sahdona, La preghiera e la sublime vita in solitudine. Estratti dal libro della perfezione e altre opere spirituali, traduzione di Michele Di Monte, Monasterium, 2019, ISBN 978-8832110203
- (EN)  Paul Bedjan, The Works of Sahdona (Martyrius), Gorgias Press, 2010, ISBN 978-1-59333-677-6
- (FR)  André de Halleux (éd.) Martyrius (Sahdona). Œuvres spirituelles:
  - I, Livre de la Perfection, 1re Partie, CSCO 200-201, Script. Syri 86-87, 1960
  - II, Livre de la perfection, 2e partie (ch. 1-7), CSCO 214-215, Script. Syri 90-91, 1961;
  - III, Livre de la perfection, 2e Partie (ch. 8-14), CSCO 252-253, Script. Syri 110-111, 1965
  - IV, Lettres à des amis solitaires. Maximes sapientiales CSCO 254-255, Scropt. Syri 112-113, 1965